# Cycar (Automarke)
Cycar war eine britische Automarke.

## Unternehmensgeschichte
Das Unternehmen begann 1901 mit der Produktion von Automobilen. Der Markenname lautete Cycar. Im gleichen Jahr endete die Produktion.

## Fahrzeuge
Im Angebot standen zwei verschiedene Modelle. Ein Modell hatte einen kleinen Vierzylindermotor mit vermutlich weniger als 1500 cm³ Hubraum. Das andere Modell hatte einen Zweizylindermotor mit 1500 cm³ Hubraum.